# Ophrys omegaifera
Ophrys omegaifera H.Fleischm. è una pianta appartenente alla famiglia delle Orchidacee.

## Tassonomia
Sono note le seguenti sottospecie:
- Ophrys omegaifera subsp. omegaifera
- Ophrys omegaifera subsp. dyris (Maire) Del Prete
- Ophrys omegaifera subsp. fleischmannii (Hayek) Del Prete
- Ophrys omegaifera subsp. hayekii (H.Fleischm. & Soó) Kreutz
- Ophrys omegaifera subsp. israelitica (H.Baumann & Künkele) G.Morschek & K.Morschek